# Nationalprotestantismus

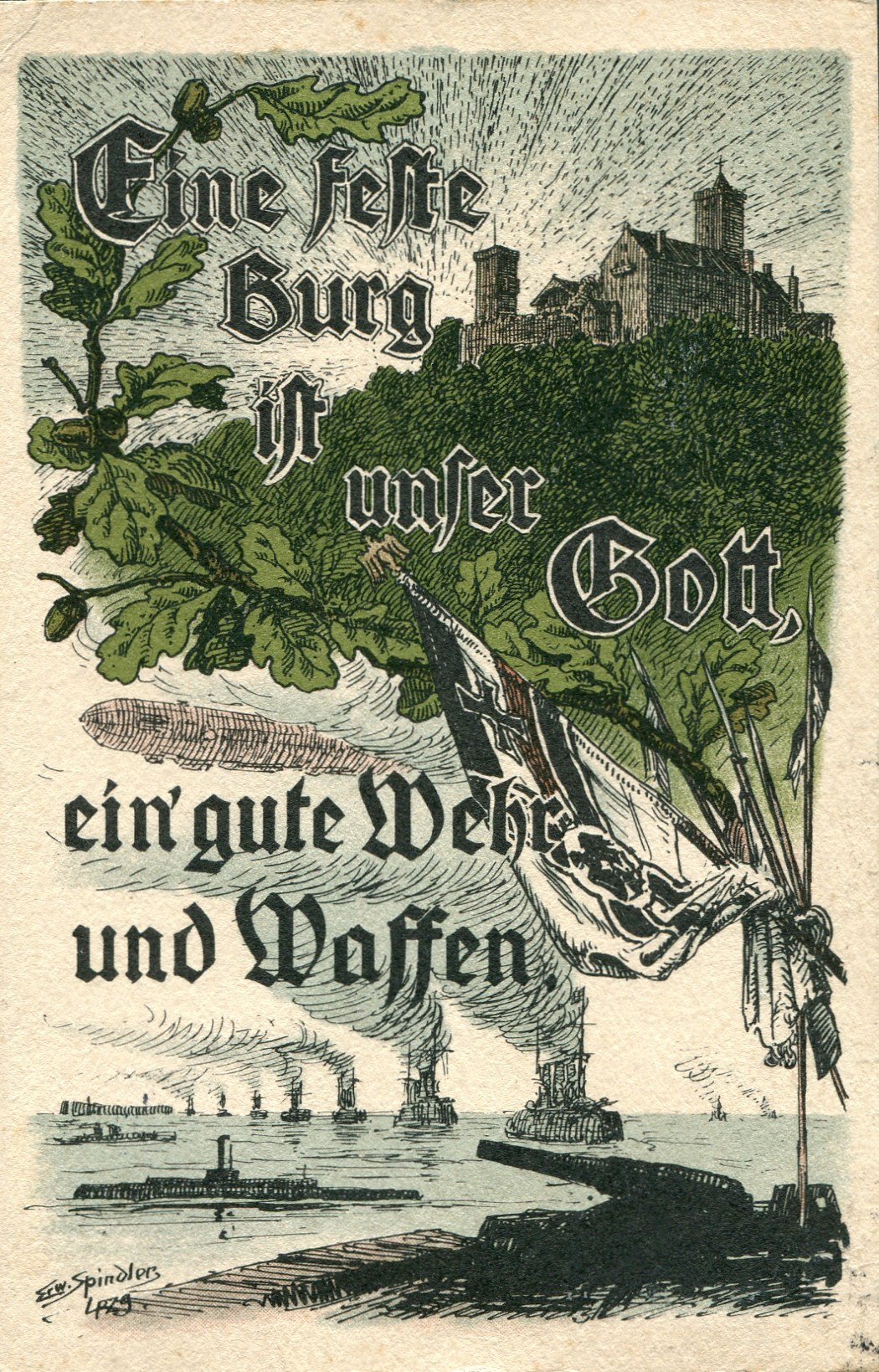
Ansichtskarte mit einer Zeichnung von Erwin Spindler, vor 1926: Der Choral Ein feste Burg ist unser Gott in nationalprotestantischer Interpretation.

Als Nationalprotestantismus wird eine im Deutschen Reich unter evangelischen Christen weit verbreitete Mentalität bezeichnet. Die Grundlagen wurden in den Befreiungskriegen 1813/15 gelegt. Im Wechselspiel mit dem deutschen Patriotismus, der sich im Lauf des 19. Jahrhunderts herausbildete, wurde aus dem traditionell eher partikularistischen Luthertum für viele evangelische Christen eine Nationalreligion. Außer den Landeskirchen lutherischen Bekenntnisses betraf diese Entwicklung auch die Unionskirchen, in denen viele Gemeinden und Einzelpersonen lutherisch geprägt waren, vor allem die Evangelische Kirche der Altpreußischen Union.
Für die nationalprotestantische Mentalität war das euphorische Erleben der Jahre 1870/71 (Reichsgründung), 1914 (Kriegsbeginn) und 1933 (NS-Machtergreifung) ebenso prägend wie die nationalen Traumata von 1918/19 und 1944/45.

## Vorgeschichte
Nach dem Ende des Heiligen Römischen Reichs 1806 gab es keinen Nationalstaat, an den sich deutsche Nationalisten emotional hätten binden können. Infolgedessen glorifizierten sie das Alte Reich und imaginierten weit dahinter in der Vergangenheit eine germanische Frühzeit. Nach den Befreiungskriegen entwickelte sich eine Gedenkfeierkultur, die auch im kirchlichen Rahmen „germanische“ Symbolik aufgriff: Flamme und Eiche.
Die Reformation als deutscher Weg einer friedlichen Transformation wurde mit der gewaltsamen Französischen Revolution kontrastiert und Martin Luther unter die „großen Deutschen“ gerechnet. Johann Gottfried Herder meinte, das Christentum müsse in Deutschland lutherisch sein, Luther habe keine deutsche Kirche, sondern eine deutsche Religion schaffen wollen. Johann Gottlieb Fichte postulierte ein deutsches „Urvolk“ als „kollektives Individuum“, dessen „wahre Religion“ der Protestantismus sei.
In der napoleonischen Zeit trat Friedrich Schleiermacher mit patriotischen Predigten hervor und begründete damit eine für den Nationalprotestantismus wichtige Ausdrucksform. „Christus der Überwinder, der dem gefallenen oder sterbenden Krieger erlösend im himmlischen Strahlenkranz entgegenkommt“, ist ein Motiv, das bereits in Schleiermachers Kriegspredigten begegnet und in den Kriegerdenkmälern von 1870 und 1914/18 breit rezipiert wurde. Ein weiteres Schleiermacher-Motiv, das in der Kriegsbegeisterung des Jahres 1914 wieder auflebte, ist die idealisierte Gemeinschaft des Monarchen mit seinem Volk.

## Kaiserreich

### Euphorie von 1870/71
Die Erfolge Preußens im Deutschen Krieg 1866 wurden zwar in kulturprotestantischen Kreisen begrüßt, aber innerhalb der Amtskirchen fühlten sich die Geistlichen, seien sie orthodox oder pietistisch geprägt, eher den alten Dynastien und Territorialstaaten als dem Leitbild eines deutschen Nationalstaats verpflichtet. Das zeigte sich besonders in den Landeskirchen von Hannover und Kurhessen, welche die preußischen Annexionen ablehnten und für den Partikularismus eintraten.

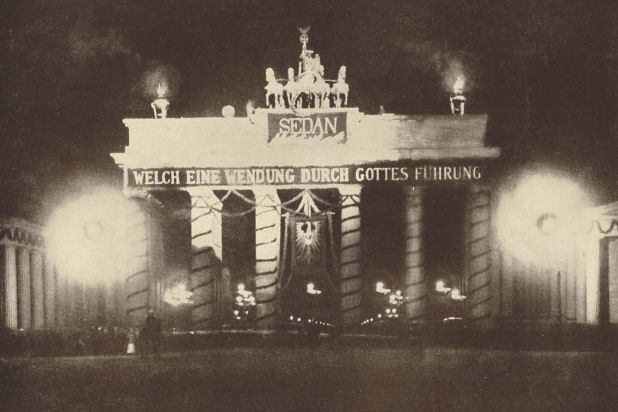
Brandenburger Tor mit dem Schriftzug: Welch eine Wendung durch Gottes Führung (Sedantag 1895)

Auch der Beginn des Deutsch-Französischen Krieges löste in den evangelischen Landeskirchen keine Begeisterung aus. Er war für sie vor allem als gerechter Verteidigungskrieg akzeptabel, Bußtage wurden angesetzt. Aber mit der Reichsgründung in Folge des Sieges über Frankreich gaben die kirchlichen Amtsträger ihre Reserviertheit auf. Thomas Nipperdey kommentiert: „Der protestantische Konservativismus wird, gegen seine älteren Traditionen, national. … Thron und Altar erweiterten sich zur Dreiheit von Thron, Nation und Altar; das Pathos des Gehorsams gegenüber König und Staat galt jetzt auch für die Nation, die Sanktionierung des Staates wandelte sich in eine Verherrlichung der Nation.“ Manfred Gailus zufolge begann 1870/71 eine symbiotische Beziehung zwischen evangelischer Kirche und deutschem Nationalismus, die rund ein Jahrhundert währte (bis Ende der 1960er Jahre) und von der beide Seiten profitierten: der Nationalismus, weil er geschichtstheologisch legitimiert und durch kirchliche Feiern sakralisiert wurde, und die Kirche, weil sie einige Anpassungen an die moderne Gesellschaft so leichter bewerkstelligte.

### Adolf Stoecker
In seiner Geraer Rede von 1881 entwarf Adolf Stoecker eine neue Staatsgesinnung, die sich aus den Traditionen des Protestantismus speisen sollte. Er unterschied zwischen Dogmatik und Weltanschauung. Die Dogmatik, auf göttliche Offenbarung gegründet, war für ihn etwas Statisches – selbstverständlich gültig, aber nicht besonders interessant. Umso mehr erwartete er von der Weltanschauung, unter der er die Akkulturation des Glaubens an die politischen und gesellschaftlichen Fragen der Gegenwart verstand. Stoecker fragt, „wie der christliche Glaube seine Evidenz für die sich wandelnde, aufgeklärte und neuzeitliche Gesellschaft wiedergewinnen kann. Seine Antwort lautet: Dadurch, daß sich der christliche Glaube als eine weltanschauliche Kraft erweist, daß er seine Bezüge in die Bereiche von Politik, Kultur und Nation hinein entfaltet und geltend macht.“

### Heinrich von Treitschke
Wurde Luther seit dem frühen 19. Jahrhundert als „großer Deutscher“ geehrt, so war doch jahrzehntelang unstrittig, dass er in einer Gruppe von Mitreformatoren und unterstützenden Fürsten agierte, wie es das 1868 fertiggestellte Reformationsdenkmal in Worms veranschaulicht, und dass seine Leistungen vor allem auf dem Feld der Theologie lagen. Insofern bot Heinrich von Treitschke mit seiner Rede anlässlich des Lutherjubiläums 1883 in Darmstadt etwas Neues: Luther und die deutsche Nation. Luther sei der Inbegriff des Germanentums und damit der Gegensatz zu allem Katholischen, Welschen, Französischen. Der Heldenmut Luthers verpflichte die Deutschen. Luthers Leistung lag für Treitschke auf dem Feld des Politischen. Nicht durch Gottes Gnade, sondern durch seinen Charakter war er zu Großem befähigt, und dieser Charakter war ganz bestimmt von seinem germanischen Erbe. „Auch wenn der Begriff ‚germanisch‘ für Treitschke noch stärker kulturell als biologisch bestimmt war, so öffneten seine Formulierungen doch die Bahn für im engeren Sinne rassistische Lutherdeutungen.“

### Euphorie von 1914

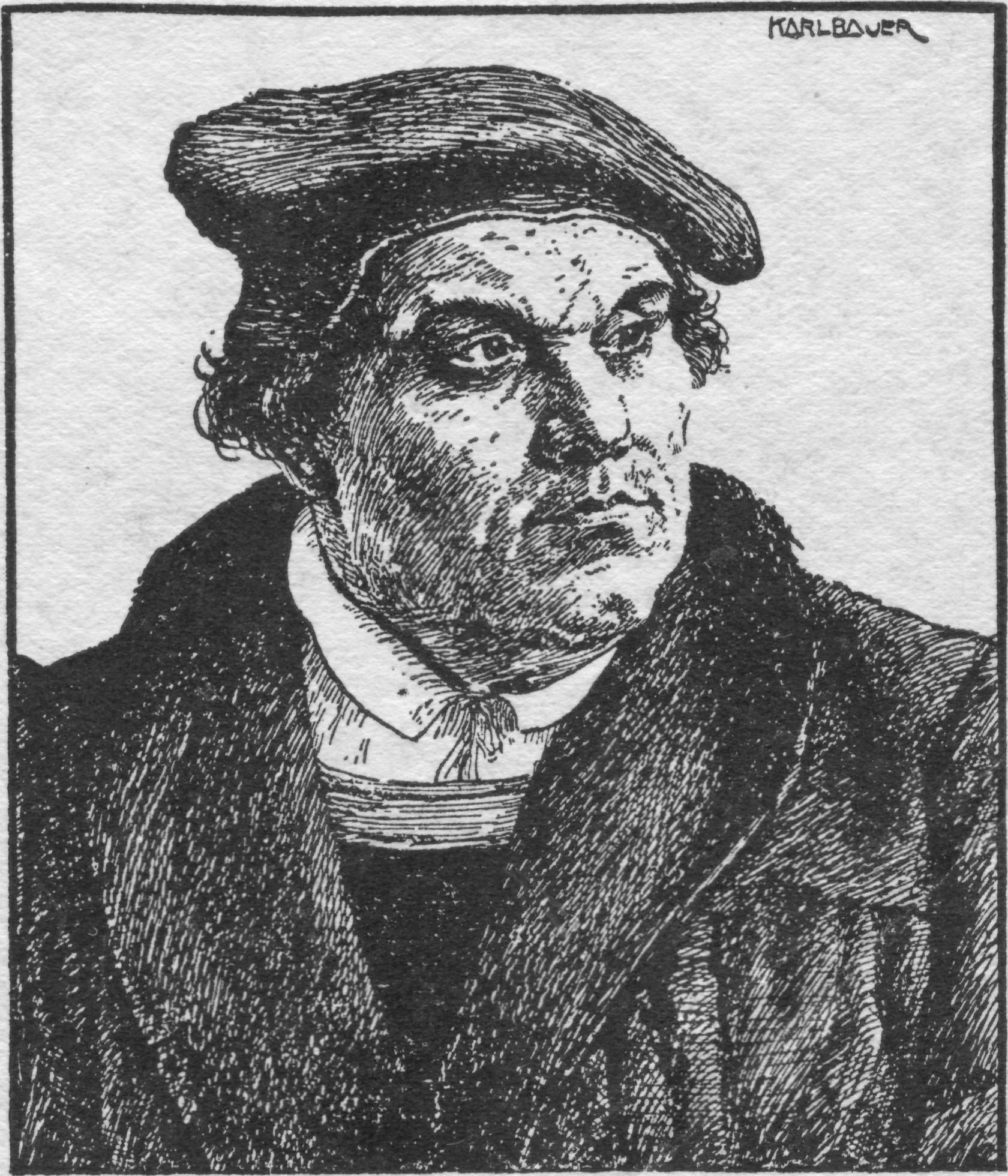
Martin Luther (Karl Bauer, um 1917). Bauers massenhaft reproduzierte und weit verbreitete Lutherbildnisse gehörten zur visuellen Kultur des Nationalprotestantismus in der Endphase des Kaiserreichs, in der Weimarer Republik und in der NS-Zeit.

Der Beginn des Ersten Weltkriegs wurde in den evangelischen Kirchen geradezu rauschhaft erlebt („Geist von 1914“); eine begeisterte Kriegstheologie setzte ein, die fest erwartete, der gerechte und in der Geschichte wirkende Gott werde der gerechten, nämlich deutschen Seite zum Sieg verhelfen. Verglichen damit, wie Predigten sonst erarbeitet wurden, stellt Günter Brakelmann einen starken Qualitätsverlust fest. Jeder fragwürdige exegetische und dogmatische Einfall schien brauchbar, wenn er die Zustimmung der Soldaten und der Zivilbevölkerung zum Krieg verstärkte. Theologisch-ethisch wurde die Regierungspolitik unkritisch mitgetragen und in den Predigten bekräftigt, beispielsweise die Verletzung der Neutralität Belgiens, der uneingeschränkte U-Boot-Krieg und das Ziel des Diktatfriedens. Das Paradigma der nationalprotestantischen Geschichtsdeutung wurde der Bibel entnommen: Wie Gott immer wieder in die Geschichte Israels eingegriffen  hatte, so lenkte er offenbar auch die deutsche Geschichte, und im August 1914 schien ein neues Kapitel der Pläne Gottes mit Deutschland aufgeschlagen zu werden. Manfred Gailus beobachtet, dass die nationalen Diskurse im Reich mit dem Kriegsbeginn eine völkische Einfärbung erhielten und evangelische Theologen, Kirchenführer und Publizisten „christlich-protestantische Heilsgewissheit, preußisch-deutsche Geschichtstheologie und großdeutsche Zukunftsutopien zu einem nationalreligiösen Konglomerat verschmelzen.“
Die protestantische Kriegsliteratur rief das ab, was bereits in früheren Jahrzehnten breitenwirksam vermittelt worden war, und bezog sich auf vier Vorbildepochen, in denen jeweils „große Deutsche“ hervorgetreten waren, die sich jetzt gut zitieren ließen:
1. Reformation (Luther),
2. Siebenjähriger Krieg (Friedrich II.),
3. Befreiungskriege (Arndt, Schleiermacher, Idealisten),
4. Reichseinigungskriege (Bismarck).

Der Dreißigjährige Krieg blieb als Konfessionskrieg ausgespart, weil die Erinnerung an protestantisch-katholische Konflikte in der Situation von 1914 nicht hilfreich war.

### Reformationsjubiläum 1917

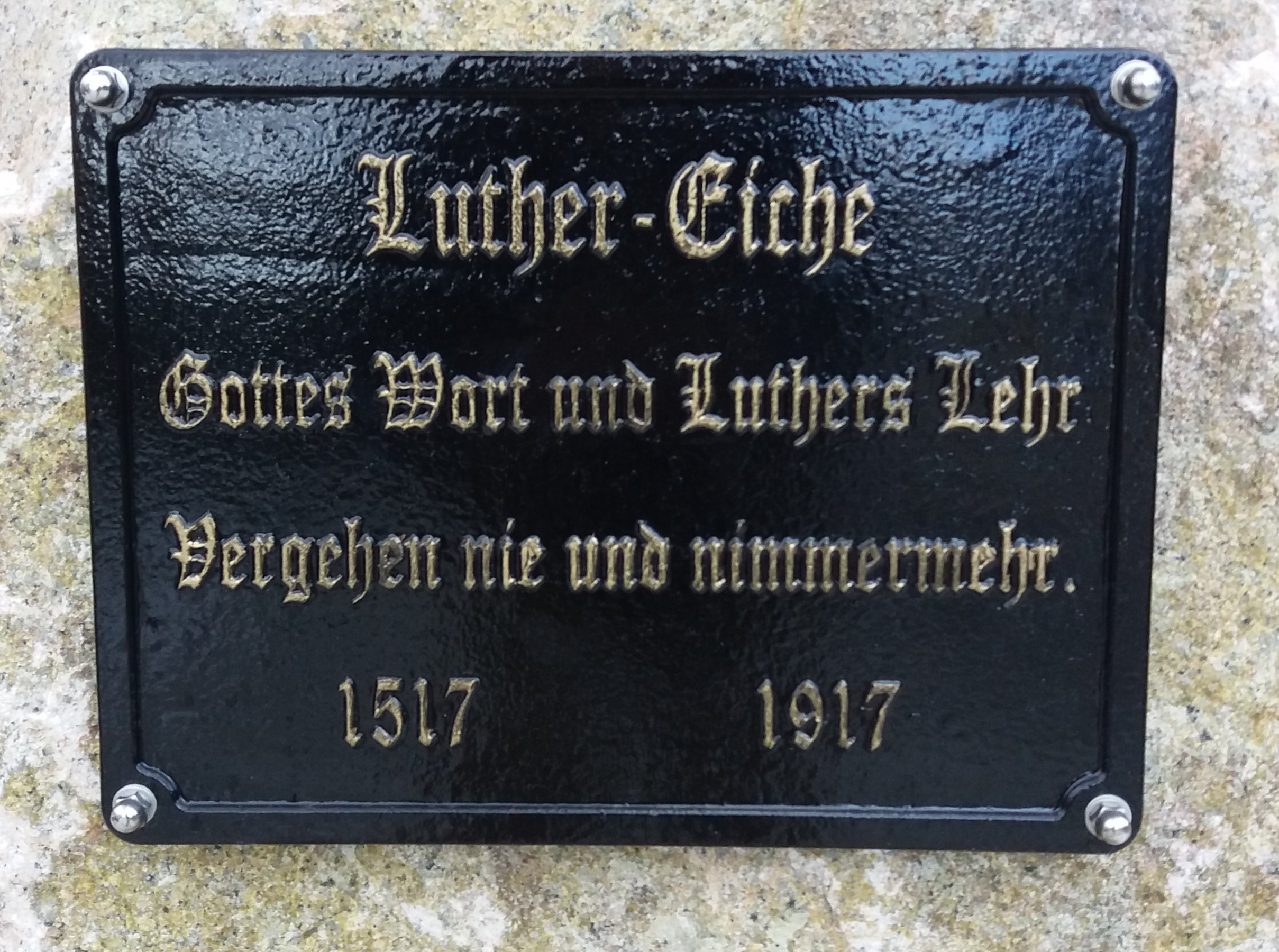
Inschrifttafel der Luthereiche in Schönheide (1917)

400 Jahre nach Luthers Thesenanschlag befand sich das Deutsche Reich im Krieg. Die Kriegspropaganda benutzte das Reformationsjubiläum in einer Flut von Publikationen. Dabei ist häufig ein Rückgriff auf Treitschkes germanischen Luther zu beobachten; auch die antisemitischen Begleiterscheinungen des Lutherkults sind 1917 deutlich ausgeprägt. Luther wurde als Verkörperung des „deutschen Wesens“ und als Inbegriff der „deutschen Volksseele“ beschworen. Einen besonderen Akzent hatte diese Luthermemoria bei dem Münchner Historiker Erich Marcks: Der „Riese“ Luther verbinde in sich Gegensätze, die für Nichtdeutsche erstaunlich, für Deutsche aber selbstverständlich seien: „Schlichtheit und Größe, Zartheit und Derbheit, fröhliche Einfalt und lodernde Glut, Treue und Liebe im kleinen und eine wilde furchtlose Stärke in seinem großen Lebenskampf, die Freiheit von Menschenfurcht, die ihn nach außen so gigantisch machte, weil er im Innersten so ganz auf sich selbst stand.“

## Weimarer Republik

### Trauma von 1918/19
Was 1918 aus der religiös begründeten Siegesgewissheit wurde, lässt sich exemplarisch bei Paul Althaus beobachten. Die militärische Niederlage an der Westfront realisierte Althaus nicht. Den „Schmachfrieden von Versailles“ hielt er für völlig inakzeptabel. Dass die Verweigerung der Unterschrift gravierende politische Folgen, etwa eine Besetzung Deutschlands, zur Folge gehabt hätte, ließ er nicht gelten – das hätte die deutsche Regierung riskieren und Gott vertrauen sollen. Gegen die „Kriegsschuldlüge“ schrieb er 1919: „Gott gab uns unsere Ehre – und die Ehre wegwerfen, das ist Sünde wider Gott.“ Gotthard Jasper konstatiert bei Althaus und anderen Theologen, die aus der Erweckungsbewegung kamen, einen „unpolitische[n] christlich-moralische[n] Rigorismus, der die politischen Folgen seines Handelns gar nicht bedachte, sondern Gottes Fügungen anheimstellte.“ Althaus rang sich dazu durch, dass der schlechthin unbegreifliche Gott (Deus absconditus) auch die gerechte Sache in der Weltgeschichte scheitern lassen könne. Das Deutsche Reich habe in dem als Bewährungsprobe verstandenen Krieg vor allem innenpolitisch versagt.

### Im Gegenüber zur Republik
Die Revolution von 1918 und die Abdankung der Fürsten kam für die evangelischen Landeskirchen einem Schock gleich. Zwar begrüßten die Kirchenleitungen die Freiheit, ohne staatliche Bevormundung ein eigenes Kirchenwesen aufbauen zu können. Aber der Verlust an Macht und Prestige wog schwerer. Auch wenn aus Eigeninteresse ein pragmatischer Umgang mit den Vertretern des Staates geübt wurde, war in der Mentalität der Pfarrerschaft und in kirchlichen Publikationen ein Ressentiment gegenüber der Weimarer Republik weit verbreitet. „Die Loyalität galt, wie bei den alten Herrschaftseliten in Verwaltung, Justiz und Armee, primär dem Staat, nicht aber der demokratischen Staatsform.“
Der Flaggenstreit spielte auch in die evangelische Kirche hinein, da diese sich seit 1919 weigerte, an kirchlichen Gebäude an nationalen Feiertagen die schwarz-rot-goldene Fahne zu hissen und sich so sichtbar mit der Republik zu identifizieren. Die pragmatische Lösung bestand in einer evangelischen Kirchenfahne (violettes Kreuz auf weißem Grund, seit Dezember 1926), mit der Kirchengebäude am Verfassungstag beflaggt wurden.
Als Trägerin einer Weltanschauung und in ihrem Selbstverständnis als Hüterin der Transzendenz trat die evangelische Kirche dem säkularen Staat gegenüber; dabei hatte ihre Weltanschauung einen utopischen Anteil: Diese Kirche war auf einen anderen, künftigen Staat aus, mit dem sie sich mehr würde identifizieren können. Bei Paul Althaus (Staatsgedanke und Reich Gottes, 1923) findet sich bereits die Vorstellung eines nationalen „Führers“, der die komplexe geschichtliche Situation intuitiv erfasst und entschlossen handelt. Diese Führerfigur war bei Althaus 1923 noch nicht nationalsozialistisch gefüllt, sondern als politisch und kulturell wirkendes Genie im Sinne des Spätidealismus verstanden.
Hohe kirchliche Bindung korrelierte mit hoher Akzeptanz des Nationalprotestantismus. Innerhalb eines großen Meinungsspektrums heben sich als nationalprotestantische Kernanliegen heraus: der „Kampf gegen Versailles“, Antiparlamentarismus und Antisozialismus. Nationalprotestanten wählten bevorzugt die DNVP. Manfred Jacobs konstatiert bei der evangelischen Pfarrerschaft dieser Generation politische Uninformiertheit: Ohne Kenntnis davon, wie politische Entscheidungsprozesse real abliefen, verbanden viele Theologen demnach Biblisches, Weltanschauliches und persönliche Gotteserfahrung zu einer naiven Interpretation des politischen Zeitgeschehens. Ihre Kerngemeinde erodierte in der Weimarer Republik durch zahlreiche Kirchenaustritte. Die verunsicherte Pfarrerschaft beklagte den Verlust der alten, religiös legitimierten patriarchalen Ordnungen und machte den Säkularismus als Feindbild aus. Als Alternative bot sich ein von Antisemitismus flankierter, „zunehmend völkisch unterfütterter Nationalismus“ in der Tradition von Adolf Stoecker und Heinrich von Treitschke an. Als „Refugium des konservativen Nationalprotestantismus“ charakterisiert Gisa Bauer den vorwiegend von Laien getragenen Evangelischen Bund, der sich vor allem der Verbindung von Evangelium und Volkstum und dem Kampf gegen den politischen Katholizismus widmete. Mit dem ideologisch ähnlich ausgerichteten Gustav-Adolf-Verein betrieb der Bund eine Art Arbeitsteilung, da letzterer die Stärkung des protestantischen Auslandsdeutschtums als Hauptaufgabe hatte.
Um 1930 wirkte die NSDAP vielerorts wie eine evangelisch-ländliche Milieupartei. Obwohl ein parteipolitisches Engagement von Pfarrern verpönt war, weil es als schwer vereinbar mit der Seelsorge an der ganzen Gemeinde galt, waren insbesondere in der jüngeren Generation eine Reihe von Pfarrern der NSDAP beigetreten.

## Nationalsozialismus

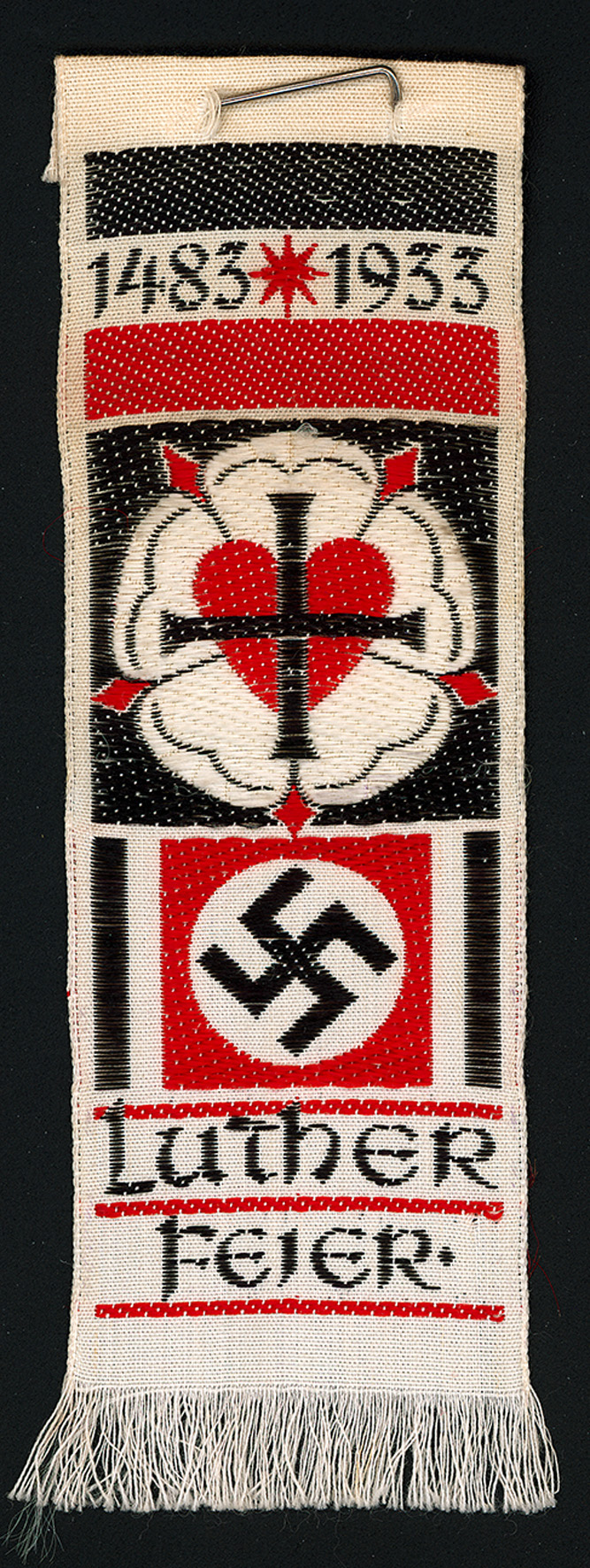
Ansteckband für die Lutherfeier 1933

### Euphorie von 1933
Evangelische Kirchenleitungen und Theologen begrüßten die Machtergreifung durch Adolf Hitler 1933 als heilsgeschichtliches Ereignis. Paul Althaus beispielsweise feierte diese „deutsche Wende“ als „Geschenk und Wunder Gottes.“ Der Erlanger Kirchenhistoriker Hans Preuß verglich die „Kämpfernaturen“ Luther und Hitler, die beide ein bedeutendes „Rettungswerk“ vollbracht hätten und vom dankbaren deutschen Volk deshalb „bis an die Grenze der Apotheose“ verehrt würden. Solche Deutungen waren kein Charakteristikum der Deutschen Christen, wie Clemens Vollnhals ausführt – sie entsprachen der nationalprotestantischen Mentalität über theologische Lagergrenzen hinweg.
Die Begeisterung für Hitler war aber nach Einschätzung von Günter Brakelmann bei den nationalprotestantisch gesonnenen Kirchenleitungen am 30. Januar 1933 noch verhalten. Da feierte man eher den Sieg der rechtsgerichteten Parteien über die Parteien der Weimarer Republik. Die Monate bis zur Reichstagswahl am 5. März 1933 nutzte Hitler, um in der christlichen Wählerschaft für Vertrauen und Sympathie zu werben, er stilisierte sich als religiösen Menschen. Reichspräsident Paul von Hindenburg, den viele Nationalprotestanten als eine Art Ersatzkaiser verehrten, hatte der Hitler-Papen-Regierung sein Vertrauen ausgesprochen. Das brachte Hitler Sympathien in kirchlichen Kreisen ein.
Nationalsozialisten waren in diesem Frühjahr sehr präsent im kirchlichen Leben. Ausgetretene kehrten in die Kirche zurück, Taufen wurden nachgeholt, SA-Formationen traten zum Kirchgang an („braune Gottesdienste“). Das machte in der Pfarrerschaft Eindruck.

### Deutscher Luthertag 1933

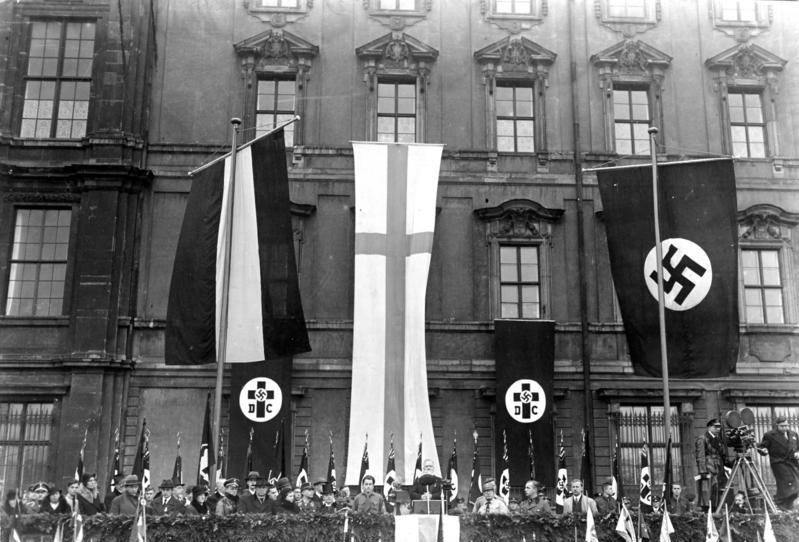
DC-Kundgebung am Luthertag

Der 450. Geburtstag Martin Luthers wurde im Deutschen Reich am 11. November 1933 aufwändig gefeiert. Der zentrale Festgottesdienst fand im Berliner Dom statt, gefolgt von einer Massenkundgebung der Deutschen Christen im Lustgarten und einem abendlichen Staatsakt in der Symphonie. Im Vorfeld fiel der Deutsche Evangelische Kirchenbund bei den Planungen für das Jubiläum aus – überfordert und gelähmt durch die jüngsten kirchenpolitischen Entwicklungen. Das Vakuum füllten die Deutschen Christen, der Evangelische Bund, der Evangelische Preßverband, der Central-Ausschuss für die Innere Mission und der Gustav-Adolf-Verein, die einen Koordinierungsausschuss für die Feierlichkeiten bildeten. In Erinnerung blieben zwei vielfach nachgedruckte Fotos: Hindenburg, wie er nach dem Gottesdienst den Dom verlässt und ein Spalier von Jugendlichen, die den Hitlergruß zeigen, abschreitet, sowie die DC-Kundgebung mit ihrer nationalsozialistisch-martialischen Ästhetik (Banner, Fahnen, Uniformen). Der Reichs-Luthertag steht aber auch für einen Wendepunkt in der Beziehung des NS-Staats zum Protestantismus. Hatte der Staat es zunächst übernommen, den Rahmen für die Lutherfeierlichkeiten zu stellen, und auch Münzen und Sonderbriefmarken drucken lassen, so vollzog die NS-Kirchenpolitik im Vorfeld einen Schwenk. Einmal konsolidiert, verlor der NS-Staat „jedes originäre Interesse an den Kirchen … Der totalitäre Ein-Parteien-Staat gab sein taktisch-utilitaristisches Verhältnis gegenüber den Kirchen auf; Teile innerhalb der Partei und des Staates setzten zunehmend offen … auf deren Marginalisierung.“

### Kirchenkampf

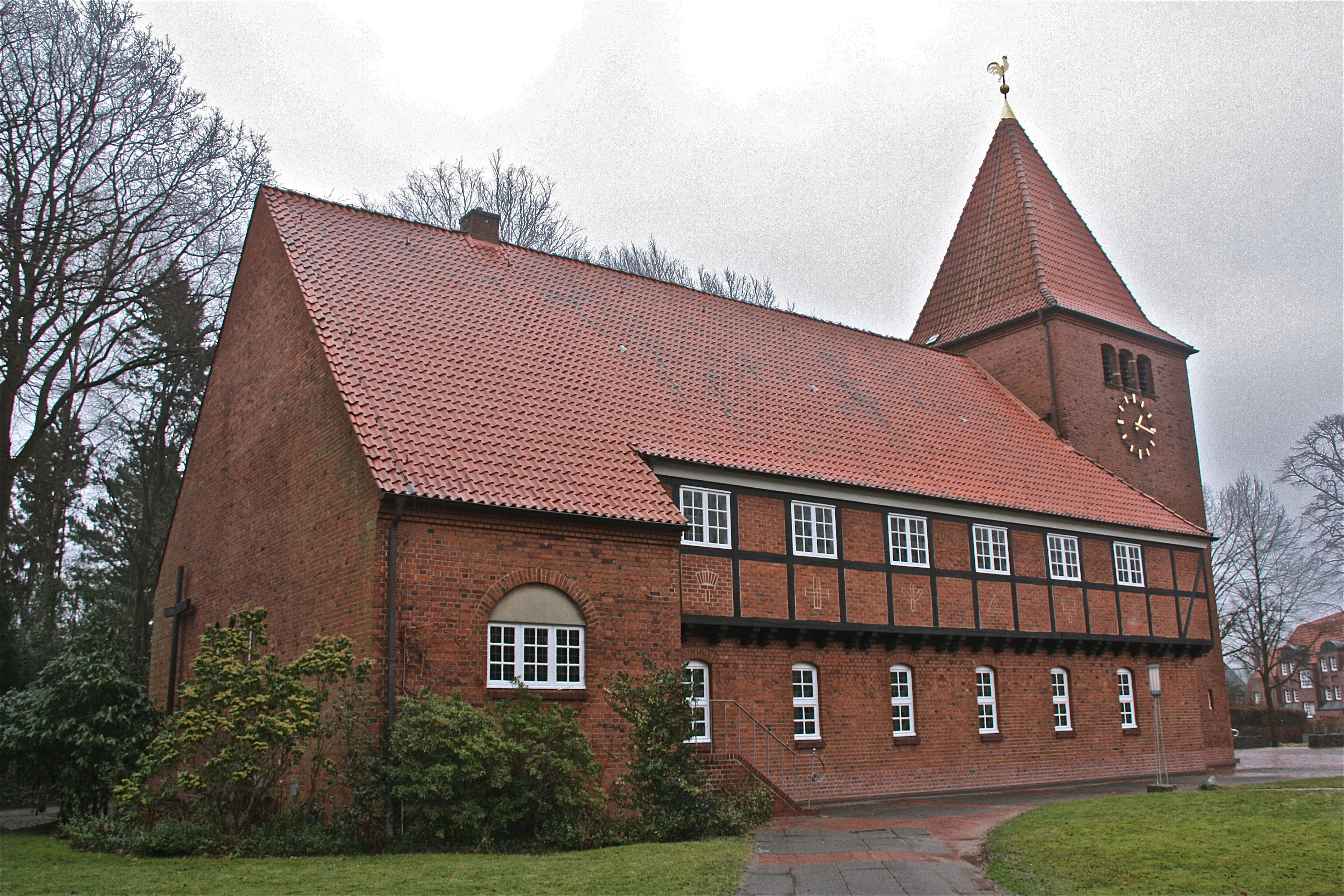
Germanische und christliche Symbole an der Fassade der 1937 erbauten Lutherkirche (Hamburg-Wellingsbüttel). Behördlicher Auflage entsprechend, wurde die Kirche nicht geostet, sondern nach Norden ausgerichtet.

Die Deutschen Christen (DC) waren eine Sammlungsbewegung, die evangelische Christen mit unterschiedlichem Hintergrund, die das nationalsozialistische Gedankengut teilten, kurzzeitig vereinte. Der „Nährboden“ der Bewegung war nach Einschätzung von Thomas Martin Schneider der Nationalprotestantismus des späten 19. und frühen 20. Jahrhunderts, doch stießen Personen ganz unterschiedlicher Prägung hinzu, auch Liberale und Religiöse Sozialisten. Bei den allgemeinen Kirchenwahlen vom 23. Juli 1933 erzielten die DC einen Erdrutschsieg. Danach folgte ein rascher Niedergang der Bewegung; als Wendepunkt gilt die Sportpalastkundgebung des DC-Gaus Groß-Berlin am 13. November 1933 mit der Rede des Berliner Gauobmanns Reinhold Krause. Er forderte, Christentum und Bibel von jüdischen Elementen zu reinigen. Damit hatte er den Bogen überspannt, zahlreiche Austritte waren die Folge.
Die Bekennende Kirche (BK) organisierte sich als kirchenpolitischer Gegner der DC, war ihrerseits heterogen und zerbrach im Februar 1936 (Vierte Bekenntnissynode in Bad Oeynhausen) in einen gemäßigteren (d. h. zur Kooperation mit staatlich eingesetzten Kirchenausschüssen eventuell bereiten) lutherischen Flügel und einen radikaleren uniert-reformierten Flügel (der solche Kooperation prinzipiell ausschloss).
Manfred Gailus urteilt: „BK-Pfarrer teilten mit ihren DC-Kollegen die allgemeine nationalprotestantische Mentalität, vermochten ihnen jedoch nicht bei der völkisch-nationalsozialistischen Umprägung dieser Mentalität zu folgen.“
Zwischen DC und BK gab es sowohl unter den Geistlichen als auch unter den Kirchenmitgliedern eine zahlenmäßig große, aber in den Quellen schwer fassbare „Mitte“.
Claudia Lepp konstatiert, dass quer durch alle verfeindeten kirchenpolitischen Lager die Zufriedenheit mit der NS-Regierung in den ersten Jahren vorherrschte: nach den als Chaos empfundenen Verhältnissen der Weimarer Republik nun wieder Ordnung, ein starker Staat – und außenpolitische Erfolge. Die Rückgliederung des Saarlands 1935 und der „Anschluss“ Österreichs 1938 ließen die nationalprotestantische Euphorie erneut aufleben. Sogar der radikalere BK-Flügel tat sich schwer damit, das verbrecherische Handeln des Staates klar zu kritisieren; seine Denkschrift an Hitler 1936 benannte Antisemitismus, Konzentrationslager und Willkür der Gestapo. Aber die Denkschrift war in ihrer Entstehung mehrfach abgeschwächt worden, da ihre Verfasser mit Teilen der NS-Politik, insbesondere der Außenpolitik, übereinstimmten.

### Zweiter Weltkrieg

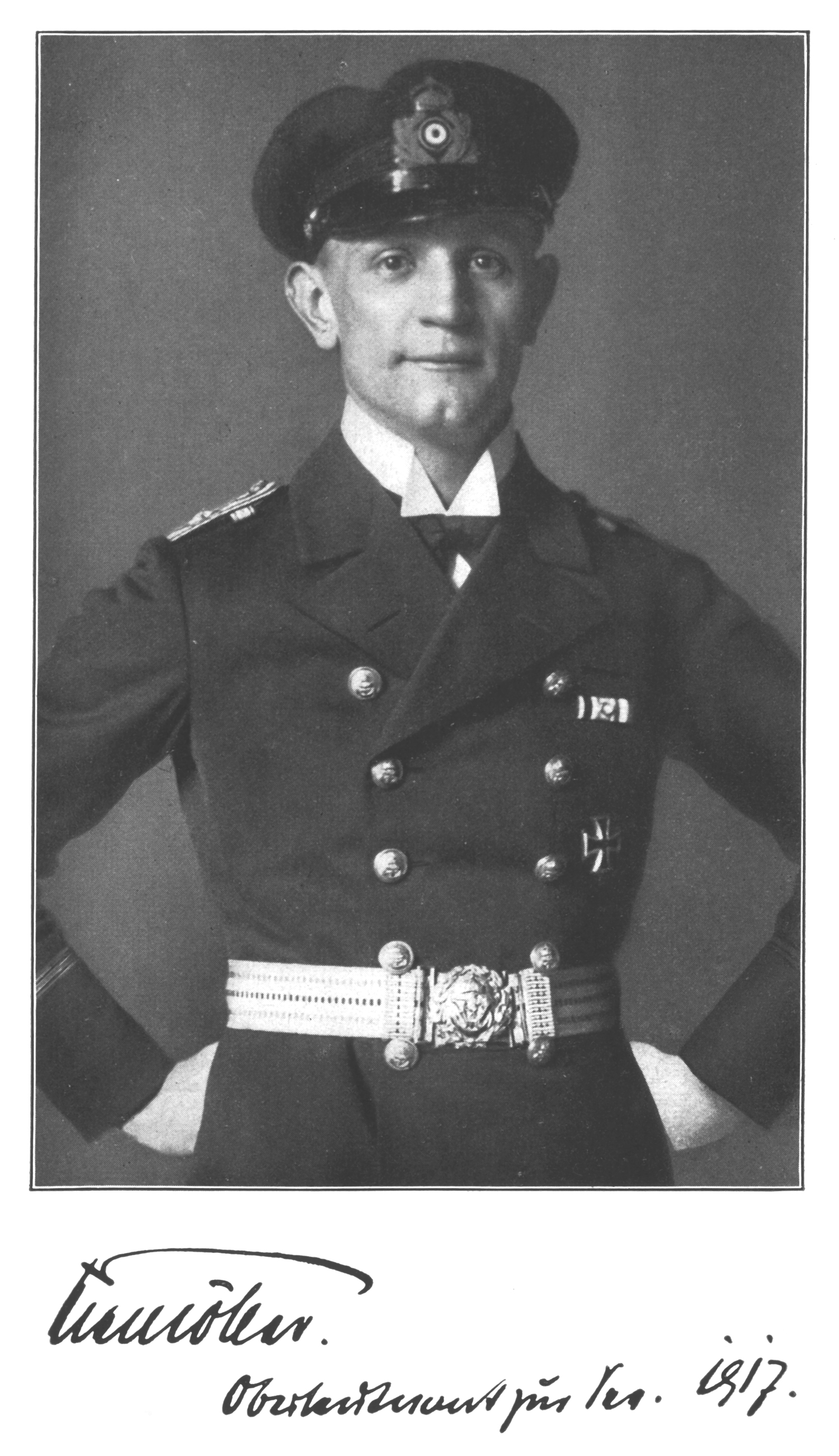
Martin Niemöller als Marineoffizier (1917). Der im KZ Sachsenhausen inhaftierte prominente BK-Theologe richtete bei Kriegsbeginn 1939 ein Gesuch an Hitler, als U-Boot-Kommandant Dienst tun zu dürfen; dies wurde abgelehnt.

Die Erfolge der Wehrmacht in Polen (Hilfe für die von der katholischen Mehrheit unterdrückten deutschstämmigen Glaubensbrüder) und Frankreich (Auslöschung der „Schmach von Versailles“) wurden in vielen evangelischen Gemeinden mit Dankgottesdiensten und Festbeflaggung gefeiert. Erst recht fand der Überfall auf die Sowjetunion als Kampf gegen den Erzfeind Bolschewismus volle Zustimmung. Der Einfall deutscher Truppen in die Nachbarländer war in nationalprotestantischer Tradition kein Problem, urteilt Manfred Gailus; er stellt in den ersten zwei bis drei Kriegsjahren weitgehende Zustimmung in der evangelischen Bevölkerung und der Pfarrerschaft fest.

### Trauma von 1944/45
Die Situation der evangelischen Kirche 1918/19 und 1944/45 ist vergleichbar, so Frank-Michael Kuhlemann. In beiden Fällen ging eine teils euphorische Zustimmung zur Kriegspolitik des Deutschen Reichs voraus, auf die dann ein tiefer Absturz folgte. Einen zentralen Unterschied sieht er darin, dass den Kirchen nach 1918 die Marginalisierung drohte, während sie 1945 von den alliierten Behörden aufgewertet wurden. „Die Alliierten förderten und forderten die Kirchen, bescheinigten ihnen, wie wichtig, ja nahezu unersetzlich sie für die politische und kulturelle Neuordnung des Landes seien.“
Während Kuhlemann daraus folgert, dass mit 1945 wirklich ein neues Kapitel aufgeschlagen wurde, unterstützt auch durch die frühzeitige Integration der EKD in ökumenischen Netzwerken, sieht Manfred Gailus in der Langzeitperspektive 1945 nicht als tiefe Zäsur an, der „Bruch mit der herkömmlichen nationalprotestantischen Mentalität … erfolgt vielmehr erst infolge vielfältiger finaler Traditionsabbrüche und tatsächlicher Neuaufbrüche jüngerer Generationen im Jahrzehnt von 1960 bis 1970.“ Mit der Ostdenkschrift von 1965 verabschiedete sich die EKD von nationalprotestantischen Traditionen. Eine entsprechend geprägte Pfarrer- und Theologengeneration ging nun in den Ruhestand; markant war, dass Otto Dibelius 1966 vom Berliner Bischofsamt zurücktrat.